# Alejandro Lozano Morales
Alejandro Lozano Morales (La Toba, Guadalajara, 17 de marzo de 1939 - Barcelona, 30 de marzo de 2003) fue un artista español. 
Aún habiendo trabajado en diferentes técnicas como la escultura, el grabado o los vitrales, su principal producción consistió en la técnica mural de óleos y mosaicos. 

## Vida
Alejandro Lozano estudió Humanidades en el Seminario Seráfic de El Pardo (Madrid) de 1951 a 1957. El 13 de marzo de 1965, recibió la Ordenación Sacerdotal. Durante los años 1965-1969 cursó estudios en el Conservatorio Municipal de Artes Massana (Barcelona), donde obtuvo el título de Graduado en Artes Aplicadas, con especialidad en pintura, procedimientos murales y revestimientos. Como fraile capuchino, vivía en el convento de los hermanos capuchinos de Pompeia, en Barcelona.
Los meses de julio y agosto de 1966, asiste en Italia al curso ‘Corsi estivi di Pittura en la Scola di Belli Arti Prieto Vanucci’, en Perugia (Italia). El mismo año ingresa en la Escuela Superior de Bellas Artes Sant Jordi (Barcelona).
En 1968, asiste nuevamente a cursos de verano en Italia, ‘Corso de alta cultura’, Università Italiana per etranieri, en la ciudad de Perugia, exhibiendo en la exposición ‘Mostra in Centro Internazionale’ (Crocevia).
Los años 1970-1972 realiza “La Buena Nueva”, mural en mosaico (10x2 m) para los retablos de la capilla de la Ciudad Residencial de E. y D. de Marbella, Málaga. La superficie del mural es curva, adaptándose a la pared en un gesto envolvente. La longitud de la obra hace una descripción panorámica de la espera de las figuras.
De 1972 a 1974 realiza la obra de gran formato “El Calvario” (9x5 m²). Se trata de un retablo en mosaico para el altar mayor de la Catedral de Tucupita (Delta Amacuro, Venezuela). Simultáneamente, realiza los retablos en mosaico “San Francisco y el hermano sol” (15 m²), para la nave lateral derecha de la misma catedral, capilla del Santíssimo, y “Divina Pastora” (15 m²), para la nave lateral izquierda, Capilla del Baptisterio.
De 1973 a 1974 completa el curso de profesorado de dibujo en la Escuela Superior de Bellas Artes. Obtiene el título de Profesor de Dibujo, que le servirá para ejercer su faceta docente, ya iniciada desde hacía tiempo. 
De 1975 a 1978 realiza los murales “La Anunciación”, “Catequesis”, “Bautismo en la misión”, “Cristo y la Samaritana” (3x2 m²) y “El Bautismo de Cristo” para la fachada de la Catedral de Tucupita. “Santa Cecilia”, “San Francisco consolado por un ángel”, “San Pío X” y “Santo Toribio de Mogrovejo”, son los medallones en mosaico para el coro y la nave central de la catedral.
El mes de mayo de 1975 recibe la dispensa papal de los votos de sacerdote. Se casa el día 22 de mayo con Francisca Tormo en la iglesia de Esparraguera.
De noviembre a octubre de 1978, emprende su segundo viaje a Venezuela, y realiza el montaje de los murales de la fachada, coro y nave central de la Catedral de Tucupita.
En julio de 1981, obtiene el título de licenciado en Bellas Artes. El 26 de septiembre de 1982 se inaugura la Catedral de Tucupita con la asistencia del Nuncio, numerosos Obispos y el presidente de la República Venezolana.
Posteriormente, continuó con su obra mural y pictórica, así mismo compaginando la actividad artística con la tarea docente del dibujo técnico y la pintura en la ciudad de Barcelona.

## Obra
- 1972-1982 Retablos en mosaico para los interiores y la fachada de la Catedral de Tucupita (Delta Amacuro, Venezuela).
- 1974. “Llegada de Colón ante los reyes Católicos”. Mural en mosaico.
- 1975. Mural “Colón en la puerta de la Paz”.
- 1984. “Y al fondo la Catedral”, óleo sobre tela para la serie “Barcelona Monumental”. “Champan y tres naranjas”, mosaico de su viaje a Grecia.
- 1985. “Y al fondo, monumento a Colón”, mosaico para la sèrie “Barcelona Monumental”.
- 1987. Retablo en mosaico (5,25x4,25 m²) para la iglesia de Bellamar dedicada a Santa Eulàlia (Castelldefels, Barcelona).
- 1988-89. “San Juan Bosco y María Auxiliadora”, mural en mosaico para la fachada de la Iglesia de la Congregación Salesiana, Huesca.
- 1991. “Los cuatro evangelistas”, cuatro medallones (1m diámetro) para las pechinas de la cúpula de la iglesia de Tivenys, Tarragona.

## Catedral de Tucupita
Tucupita es una ciudad de Venezuela, capital del territorio federal Delta Amacuro, situada a la desembocadura del gran riu Orinoco. Allí, el 8 de noviembre de 1957, se colocó la primera piedra de una espléndida catedral de estilo neoclásico sobrio. Tiene una superficie de ubicación de 1.568m2, con un total de 2.252m2 de construcción. La fachada principal o frontis tiene un ancho de 28m y 31m de altura. El largo total de la catedral es de 60,5m. La cúpula, con un diámetro de 15m, alcanza una altura de 35m.
A su bella arquitectura Monseñor Argimiro García añadió una feliz idea, y facilitó motivos, para incluir una bella colección de mosaicos con figuras y escenas religiosas, creación única del artista Lozano.
‘La labor de muralista de Alejandro Lozano pasa forzosament por el dibujo y la pintura. Antes de empezar el mural, lo dibuja, lo pinta, y contempla su resultado final pendiente de realización. Lozano es muralista, pero también pintor. Y así en sus exposiciones es frecuente poder ver óleos, en ocasiones los estudios previos que ha realizado antes del mural, pero también muchas veces de tema diverso, dispar, respondiendo a su necesidad de expresarse, acaso como periodo creador de descansp entre la realización de murales. 
Con soltura expresiva, más libre en la forma y la concepción, utilizando gamas austeras con el contraste de las manchas descriptivas del color, Lozano nos ofrece una obra pictórica intensa y bella’ (Pedro Mollar, redactor de la revista Galart, 1991).

## Los mosaicos
Los colores vivos son característicos de los mosaicos de Alejandro Lozano, así como el hecho de que utilizaba habitualmente teselas de múltiples materiales: piedra natural, mármol, cerámica, gres, vidrio y espejos entre otros. Como toque final, aplicaba un ligero repaso de pintura al óleo en la juntura de las teselas para unificar zonas y realzar las figuras.
También sus composiciones son muy características, dotadas de líneas de ritmo que conducen la mirada y fragmentan la obra a la vez que la sintetizan.

## Exposiciones
- 1965, diciembre. Exposición colectiva en la Sala de Arte Canuda (Barcelona).
- 1968 Exposición ‘Mostra in Centro Internazionale’ (Crocevia, Italia).
- 1974. Exposición Galería Prócer (Barcelona). Montaje de los tres retablos de la Catedral de Tucupita “El Calvario”, “San Francisco y el hermano sol” y “Divina Pastora”.
- 1983. Exposición de mosaicos en la Sala Turó de la Peira (Barcelona).
- 1990, noviembre. Exposición de óleos y mosaicos en la Sala Pau Claris, Barcelona.
- 2000, Exposición en la sala Fort Pienc, Barcelona.